# Festuca pampeana
Festuca pampeana är en gräsart som beskrevs av Carlos Luis Spegazzini. Festuca pampeana ingår i släktet svinglar, och familjen gräs. Inga underarter finns listade i Catalogue of Life.